# Chirocentrodon bleekerianus
Chirocentrodon bleekerianus är en fiskart som först beskrevs av Poey, 1867.  Chirocentrodon bleekerianus ingår i släktet Chirocentrodon och familjen sillfiskar. IUCN kategoriserar arten globalt som livskraftig. Inga underarter finns listade i Catalogue of Life.